# Dorfkirche Alt Meteln

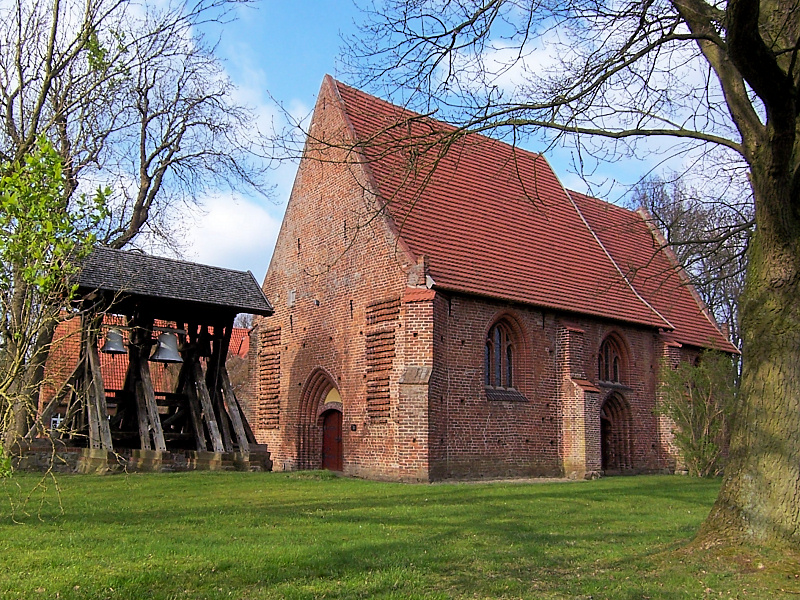
Kirche Alt Meteln (2008)

Die Dorfkirche Alt Meteln ist ein evangelisch-lutherisches Kirchengebäude in Alt Meteln, einer Gemeinde im Landkreis Nordwestmecklenburg (Mecklenburg-Vorpommern). Sie gehört zur Kirchengemeinde Alt Meteln in der Propstei Wismar des Evangelisch-Lutherischen Kirchenkreises Mecklenburg in der Nordkirche.

## Geschichte
Alt Meteln wurde erstmals urkundlich 1284 erwähnt, als der Graf Helmold von Schwerin mehrere Dörfer, darunter auch Metle (Alt Meteln), vom Schweriner Bischof Hermann I. von Schladen  zu Lehen nahm. Um 1316 erhielten die Herren von Eckernförde und Johann von Verden Hebungen aus Metle. Um 1356 wurden Henning Knoop und Johann Berchteheide genannt, um 1420 saß Joachim von Plessen aus Dambeck auf Metle, doch schon 1441 waren Joachim und Hartig von Bülow dort sesshaft.
Über die Geistlichen im Mittelalter ist kaum etwas bekannt. Um 1534 war Rudolf Spick Pastor, der 1518 von den Herzögen als Patron der Kirche eingesetzt wurde.

## Baugeschichte
Die Backsteinkirche, in der zweiten Hälfte des 13. Jahrhunderts erbaut, ist mit Abstand das älteste Gebäude im Dorf.
Erst 1541 findet die Kirche in den Visitationsprotokollen wieder Erwähnung. So soll beim Bau der Kirche auch ein Glockenturm gestanden haben, denn 1595 wurden drei Glocken erwähnt. Eine Mauer um den Kirchhof soll es 1595 schon gegeben haben. 1663 hatte man einen neuen hölzernen Turm errichtet, wie aus den Kirchenrechnungen für Bretter und schmiedeeiserne Nägel zu ersehen ist. Ab 1705 hatte sich der Bauzustand der Kirche derart verschlechtert, denn der östliche Giebel war von oben bis unten geborsten. Mit dem neuen Pastor Lenz wurde ab 1708 fleißig in der Kirche repariert. Bretter für Beicht-, Küster- und andere Stühle wurden beschafft und die Kirchentür erhielt ein neues Schloss. 1726 zertrümmerten Diebe ein Kirchenfenster. 1728 erfolgte ein weiterer Einbruch und der fest im Boden verankerte Kirchenblock wurde gestohlen. Um 1752 hatte man den Zustand der Kirche als gut befunden, lediglich die Fensterscheiben fehlten und der Kirchenboden war kaum begehbar.

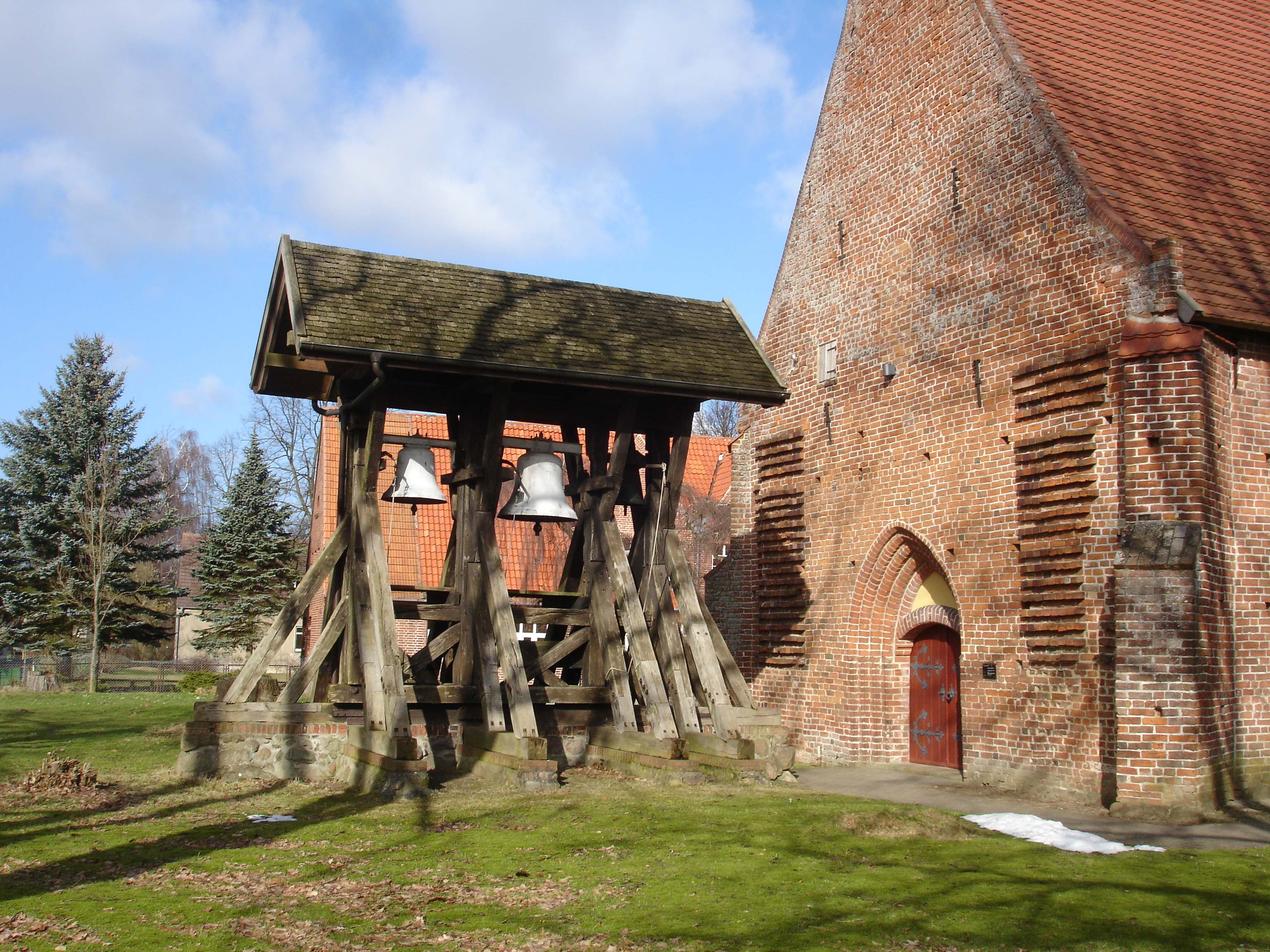
Hölzerner Glockenstuhl und für einen geplanten Turmbau vorbereitete Verzahnung am Giebel der Kirche (2013)

Der Glockenturm war mit Eichenbrettern verkleidet und im Turm hingen zwei schöne große und eine kleine Glocke. Ab 1756 war Johann Friedrich Cramer Pastor. Er beurteilte den Bauzustand der Kirche wohl etwas anders als die Visitatoren vor einigen Jahren. Daher gab es bis 1775 ständige Reparaturen, so auch an der Kanzel, dem Altar, dem Beichtstuhl und am Glockenturm. 1791 sprach man von höchstnotwendigen Reparaturen und 1795 durften die beiden großen Glocken nicht mehr geläutet werden. Kurze Zeit später wurde der Glockenturm abgebrochen. Ende 1795 schickte Pastor Raettig einen Riss (Zeichnung) mit Kostenanschlag für einen neuen Glockenturm von 56 Metern Höhe bis zum Wetterhahn an die Schweriner Kirchenbehörde. Die Antwort kam schnell: unnütz und theuer. Doch Jahre später, aber auch nur für zwei Jahrzehnte, stand ein kleiner hölzerner Glockenturm. 1853 ließ nun Pastor Heinrich Friedrich Kehrhahn einen neuen Turm bauen, der 1861 zum zweiten Mal abgerissen wurde. Er war zwar heil, stand aber zu dicht an der Kirche und behinderte den Zugang bei Beerdigungen. So wurde er um einige Meter versetzt wieder aufgebaut.
1865–1869 erfolgte eine große Renovierung im Kircheninnern, die mit der Neueindeckung des Kirchendachs mit Biberschwanzziegeln endete. Erst im Jahr 2000 kam es zur umfassenden Sanierung des Dachstuhls. 1995–1996 wurde schon der freistehende Glockenstuhl komplett instand gesetzt und 2001 endeten die baulichen Maßnahmen.
Die Kirche steht unter Denkmalschutz.

### Äußeres

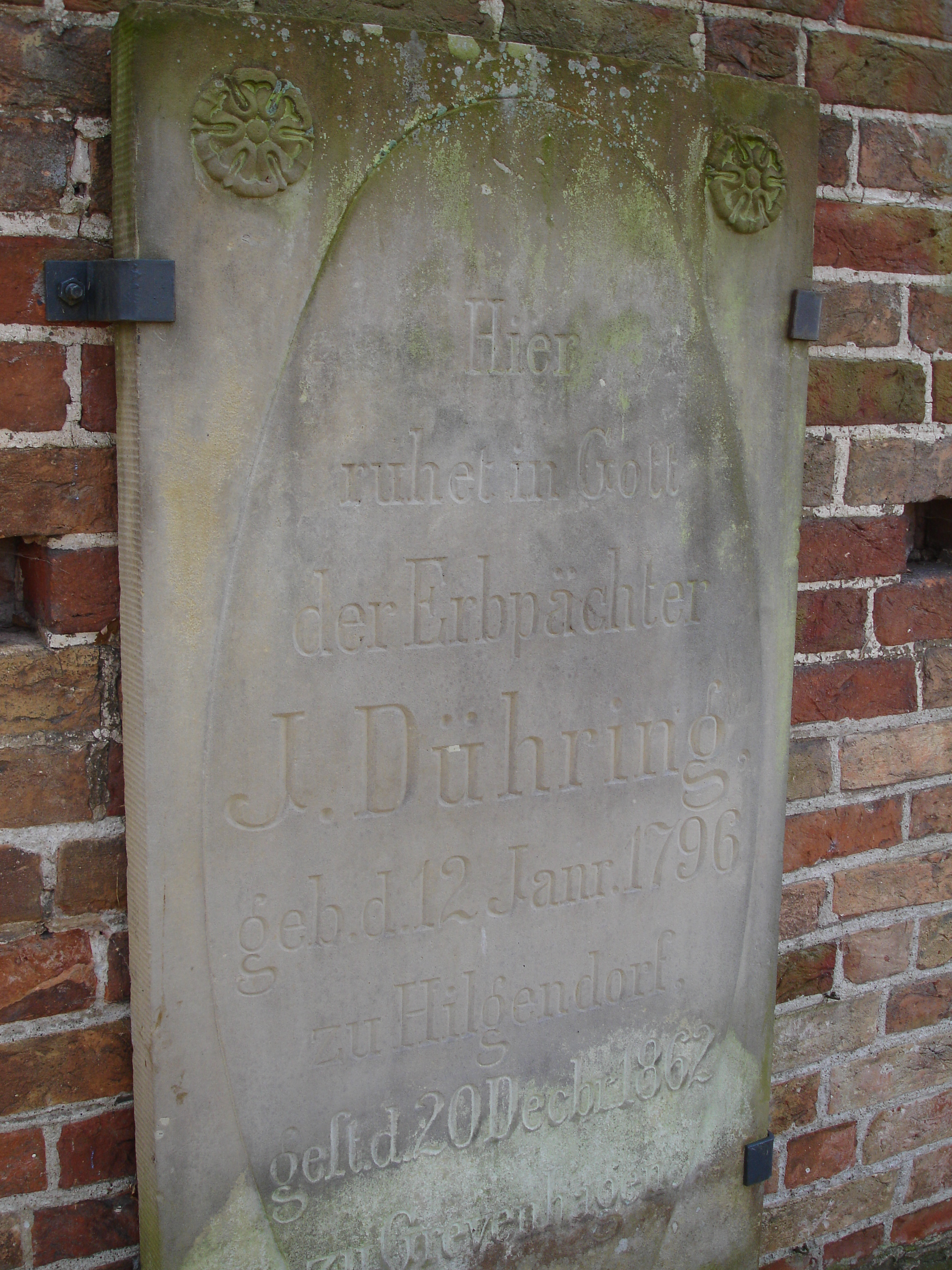
Grabplatte an der Außenwand (2013)

Der kleine flachgedeckte Backsteinbau besteht aus einem auf zwei Jochen angelegten Kirchenschiff und einem eingezogenen Kastenchor mit Satteldach. Am Ostgiebel befinden sich als schlichter Schmuck oberhalb des Zahnschnittfrieses drei flache Spitzbogenblenden und darunter ein dreiteiliges spitzbogiges Chorfenster. Die abgetreppten Strebepfeiler zwischen den dreiteiligen Spitzbogenfenstern an der Nord- und Südseite des Langhauses deuten auf eine geplante Einwölbung hin. Die beiderseitigen senkrechte Verzahnung am Westgiebel war für einen geplanten Turmbau gedacht, der wohl wegen der enormen Baukosten nicht zur Ausführung gelangte. 1683 hatte man jedoch nur einen hölzernen Kirchturm gebaut und diesen als Glockenturm genutzt. Unter der Dachtraufe ist das Mauerwerk mit einem seltenen Zahnfries, auch Stromfries genannt, ausgeführt worden. Die Gewändelaibungen des West- und Südportals sind mit Birnenstabprofilierungen versehen. Über der Tür des Südportals findet sich eine Inschrift: Wie lieblich sind deine Wohnungen Herr Zelbaoth.

### Inneres
Der Innenraum ist durchgehend flach gedeckt und wird heute mit seiner neugotischen Ausstattung von der umfassenden Renovierung 1865–1869 geprägt. Die Fenster und Türen wurden 1867, der Altarraum mit der Zwischenwand 1868 erneuert. Die Fußbodenpflasterung war 1881 abgeschlossen und den Dachverband im Dachstuhl hatte man 1884 zimmermannsmäßig verstärkt.
Ab 1880 kam es durch Bemühungen der Frau des damaligen Pastors Friedrich Schliemann, als weitläufiger Verwandter des Trojaausgräbers Heinrich Schliemann, zu einer weiteren Umgestaltung in der Kirche, die 1885 mit der Orgelweihe endete. Das Gesamtbild der Kirche wurde sehr schlicht gehalten.

#### Altar
Über den alten zweiflügeligen Altar wurde im Visitationsprotokoll von 1705 geschrieben, dass bei der Morgenandacht das Licht des Ostfensters auf den Altartisch fiel. In der Mitte der 1868 vorgesetzten breiten Altarwand befindet sich das von der Malerin Bertha Albin kopierte Kreuzigungsgemälde des Anthonis van Dyck. Das Original ist in Antwerpen zu sehen. Das Altarbild selbst befindet sich innerhalb der Altarwand in dreifacher Gliederung hervorgehoben. Über dem Altarbild kann man ein dreiblättriges Kleeblatt als Hinweis auf die göttliche Trinität im Unterschied zu einer Anzahl vierblättriger an der Kanzel sehen.

#### Kanzel
Nach 1759 erfolgten Reparaturen an der Kanzel und am Altar. 1805 war die Kanzel nicht mehr zu reparieren. Der Neubau der Kanzel mit Verlegung in den Chor erfolgte erst nach Bewilligung durch den Herzog. Bei der großen Renovierung 1869 wurde die Kanzel an die Nordseite im Chor verlegt.

#### Taufe
Das Taufbecken wurde 1980 unter großen Steinen auf dem Parkplatz am Pfarrhaus entdeckt.

#### Orgel
Schon bei der großen Renovierung 1869 wünschte sich die Kirchgemeinde eine Orgel, doch erst im Oktober 1885 feierte man die Orgelweihe.
Die kleine Orgel (I/AP/5) auf der Westempore hatte 1885 Friedrich Friese III gebaut. Im September 2012 wurde sie durch den Rostocker Orgelbaumeister Johann-Gottfried Schmidt restauriert.

#### Glocken und Glockenstuhl
Statt eines Kirchturms gibt es auf der Westseite einen freistehenden hölzernen Glockenstuhl. Von den ursprünglichen Glocken ist nur die kleine aber älteste, 1516 von Hinrik van Kampen gegossene, Bronzeglocke vorhanden. Die Inschrift lautet: Chaterine mihi nomen perdulce dicatur anno dni m u rui. (Katharina ist ihr Name) Dazu ist sie mit dem Bild der heiligen Katharina und mit einem Taschenschild verziert, der mit einem nach rechts schauenden Adlerkopf als Wappenschild dargestellt wird. Die größte Glocke war 1663 vom Erzgießer Andreas Wulff und die mittlere 1750 von Otto Gerhard Meyer in Rostock gegossen worden. Beide Glocken wurden 1941 zu Kriegszwecken in Hamburg eingeschmolzen. Seit 1965 hängen neben der alten Glocke zwei Stahlgussglocken im Glockenstuhl.

## Heutige Kirchengemeinde
Die Kirchengemeinde umfasst neben den Kirchdörfern Alt Meteln und Zickhusen die Orte Alt Meten Ausbau, Drispeth, Grevenhagen, Hof Meteln, Moltenow, Neu Meteln, Wendisch Rambow und Wiligrad. Im Januar 2014 haben sich die eigenständigen Kirchengemeinden Alt Meteln, Cramon und Groß Trebbow zu der Kirchengemeinde Alt Meteln–Cramon–Groß Trebbow zusammengeschlossen, zu der auch die Kirche in Kirch Stück gehört. Die Verwaltung befindet sich im Pfarrhaus Alt Meteln, wo auch der Pastor wohnt.

## Pastoren
Namen und Jahreszahlen bezeichnen die nachweisbare Erwähnung als Pastor.
- 1518–1534 Rudolph Spick.
- 1534–1541 Bartolomaeus Fett.
- 1577–1589 Anton Steinert.
- 1591–1618 Alberti, war vorher Prinzeninstrukteur bei Herzog Ulrich in Güstrow.
- 1620–1624 Samuel Langhans.
- 1624–1639 Elias Crejnovius.
- 1639–1675 Johann Gruntzig.
- 1675–1708 sein Sohn Johann Gruntzig.
- 1708–1744 Michael Lenz.
- 1744–1758 Magister Caspar Michael Stapel.[15]
- 1758–1759 Johann Friedrich Kramer.
- 1759–1821 Johann Samuel Rättig.
- erwähnt 1853 Heinrich Friedrich Kehrhahn.
- 1901–1909 Friedrich Anton Barz, danach Domprediger in Güstrow und Schwerin.[16]
- 1909–1935 Wilhelm Grohmann.
- 1935–1951 Hans Werner Techen.
- 1945–1946 Johannes Schenk. (Vertretung für Techen)
- 1952–1956 Ernst-August Behm.
- 1957–1963 Hans-Henning Harder.
- 1963–1980 Egon Köhn.
- 1980–1989 Manfred Rosenau.
- 1989–2013 Torsten Markert.
- 2014 unter Alt Meteln-Cramon-Groß Trebbow.

### Gedruckte Quellen
- Mecklenburgisches Urkundenbuch (MUB)
- Mecklenburgische Jahrbücher

### Ungedruckte Quellen
- Landeshauptarchiv Schwerin (LHAS)
  - LHAS Bestand Domanialamt Schwerin, Nr. 3485.
- Landeskirchliches Archiv Schwerin (LKAS)
  - LKAS, OKR Schwerin, Kirchenbücher Alt Meteln 1685–1875
  - LKAS, OKR Schwerin, Specialia Abt. 1. Alt Meteln 1756–1996
  - LKAS, OKR Schwerin, Pfarrarchiv Alt Meteln 1624–1980 Nr. 079 Reparatur der baufälligen Kirche Alt Meteln 1758–1767
  - LKAS, OKR Schwerin, Mecklenburg-Schwerinsches Finanzministerium, Abt. Hochbau, Patronatsbauakten Alt Meteln, Nr. 261 Bauten an geistlichen Gebäuden 1866–1938